# 柴橋駅
柴橋駅（しばはしえき）は、山形県寒河江市字松川大字木ノ沢にある、東日本旅客鉄道（JR東日本）左沢線の駅である。

## 歴史
- 1951年（昭和26年）12月25日：開業[2]。
- 1987年（昭和62年）4月1日：国鉄の分割民営化により東日本旅客鉄道の駅となる[3]。
- 2001年（平成13年）7月：寒河江駅の移転工事に伴い、羽前長崎 - 左沢間でバス代行を実施[4]。当駅への列車の発着が休止。
- 2002年（平成14年）2月16日：上記工事が完了し、列車による運行を再開[4][5]。同時に待合所の使用を開始。
- 2024年（令和6年）10月1日：えきねっとQチケのサービスを開始[1][6]。

## 駅構造
単式ホーム1面1線を有する地上駅である。ホーム長は2両分しかないため、4・6両の列車が来たときは前2両の扉のみが開く（ドアカット）。また、ホームには大きな桜の木がある。
寒河江駅管理の無人駅である。駅舎はなく、ホームの端に2002年（平成14年）築の待合所があるのみである。

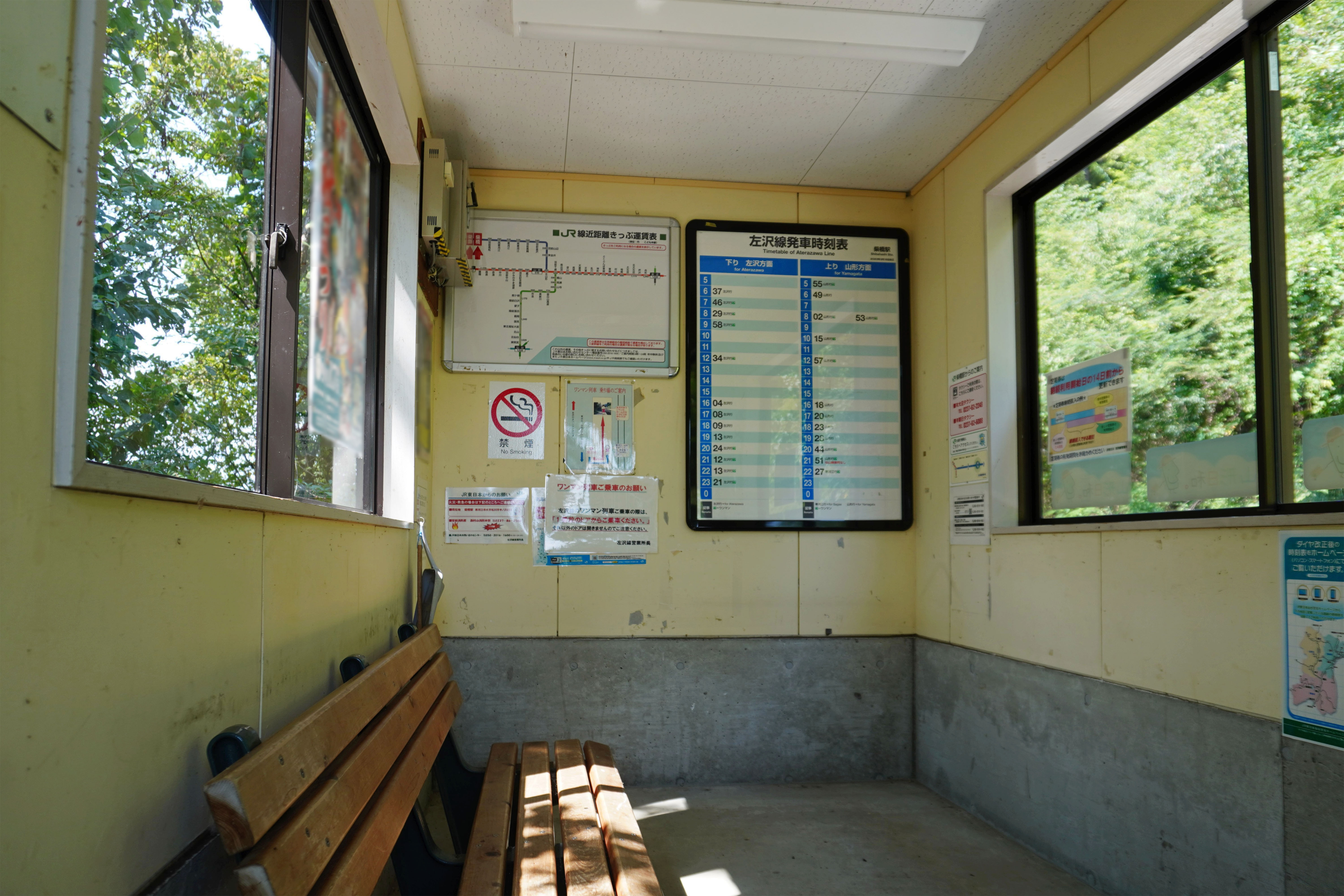
待合室（2023年9月）
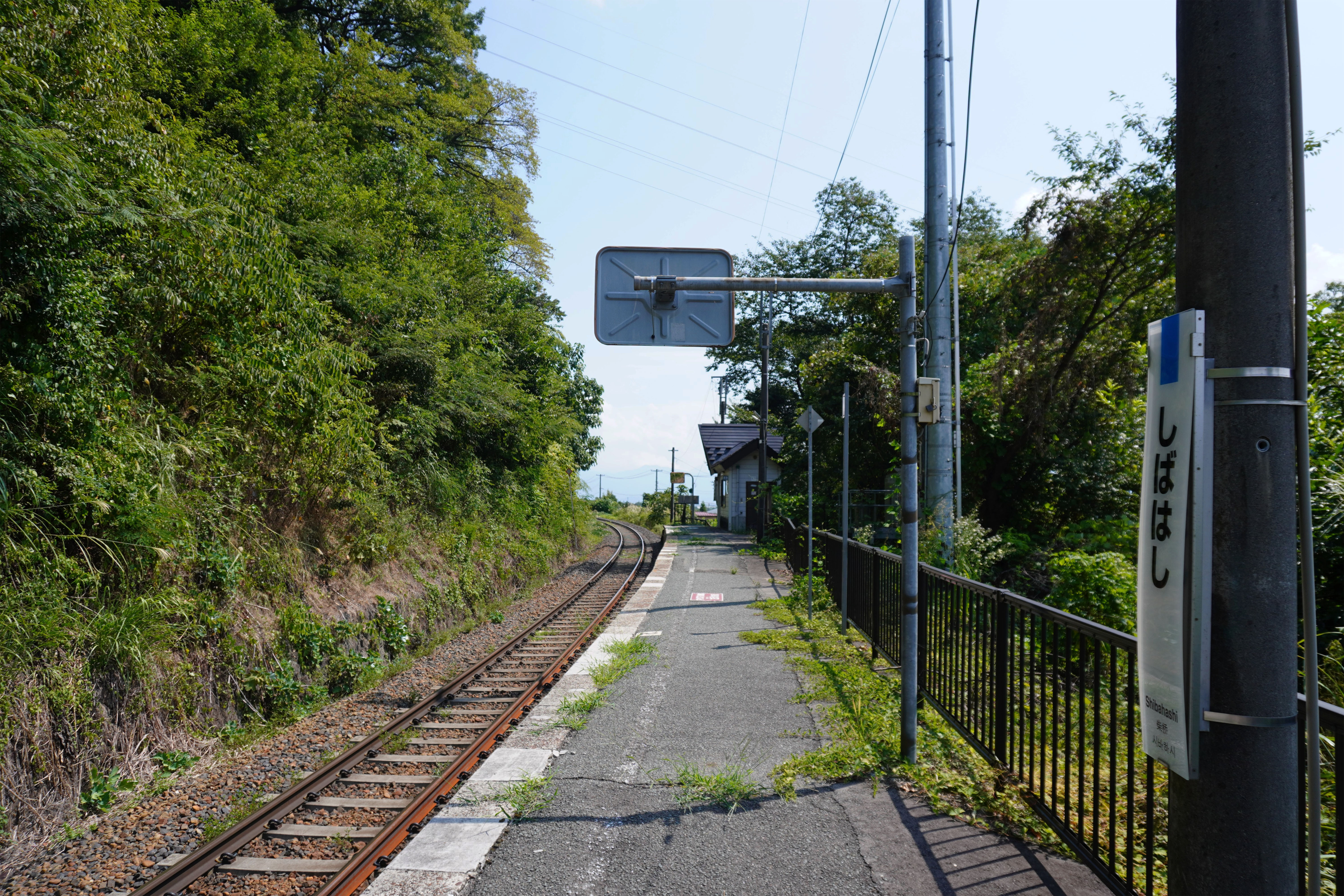
ホーム（2023年9月）

## 利用状況
「山形県の鉄道輸送」によると、2000年度（平成12年度）- 2004年度（平成16年度）の1日平均乗車人員の推移は以下のとおりであった。
| 乗車人員推移       | 乗車人員推移     | 乗車人員推移 |
| 年度               | 1日平均 乗車人員 | 出典         |
| ------------------ | ---------------- | ------------ |
| 2000年（平成12年） | 19               | [ 7 ]        |
| 2001年（平成13年） | 16               | [ 7 ]        |
| 2002年（平成14年） | 15               | [ 7 ]        |
| 2003年（平成15年） | 13               | [ 7 ]        |
| 2004年（平成16年） | 13               | [ 7 ]        |

## 駅周辺

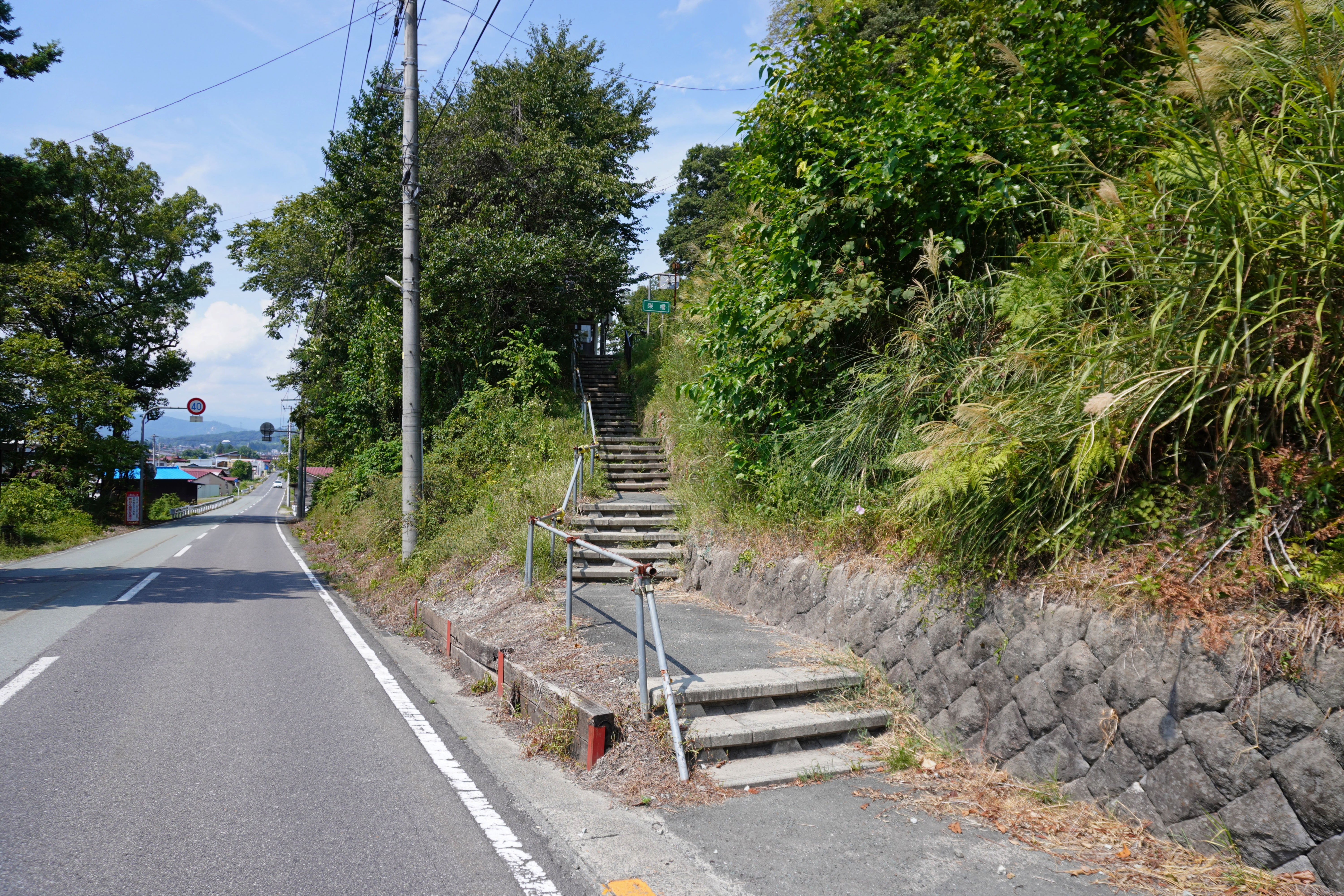
階段と県道（2023年9月）

ホームからは急な階段で県道に下りる。
- 最上川
- 平野山
- 平野山トンネル - 山形自動車道
- 国道287号
- 山形県道23号天童大江線
- 山交バス「松川」停留所

## 隣の駅
東日本旅客鉄道（JR東日本）
■左沢線
羽前高松駅 - 柴橋駅 - 左沢駅